# 兵工厂街
兵工厂街（Zeughausgasse）是瑞士伯尔尼老城的一条街道。它是内新城的一部分，建于1255年至1260年伯尔尼旧城市第二次扩张期间。东端在粮仓广场，而西端在孤儿院广场。它是包括旧城的联合国教科文组织世界文化遗产的一部分。

## 历史
兵工厂街最初称为“vor den Predigern”，得名于附近的多明我会Prediger修道院（建于13和14世纪）。1527年修道院被世俗化，街道改名为“Beim Totentanz”，得名于尼古拉斯·马努尔斯于1520年在修道院墙上画的壁画“死亡之舞”。这面墙长107.5米（353英尺），1660年被拆除，但是直到1745年，这条街才更名为兵工厂街，以18-28号的军械库命名，最初是修道院的一个作坊，在1876年拆除。